# Xanthorhoe incanata
Xanthorhoe incanata är en fjärilsart som beskrevs av Reuter 1897. Xanthorhoe incanata ingår i släktet Xanthorhoe och familjen mätare. Inga underarter finns listade i Catalogue of Life.